# Моэ
Моэ (яп.  萌え, от «моэру» — «гореть энтузиазмом») — японское слово жаргона отаку, изначально означавшее фетишизацию чего-либо. Например, термин мэганэкко-моэ (яп. 眼鏡っ娘萌え, «девушка-в-очках моэ») характеризует человека, которого привлекают девушки в очках. В современном использовании пришло на замену термину «отаку» в его значение «поклонник чего-либо» для обозначения увлечения или несексуального фетиша, например, тэцудо-моэ (яп. 鉄道萌え, «железная дорога» + «моэ») — страстное увлечение железной дорогой. Среди поклонников аниме и манги чаще всего имеется в виду конкретный тип моэ — увлечение определённым типажом персонажей — молодыми и невинными девушками, которые нуждаются в помощи, чтобы раскрыться и «расцвести» (в этом случае от «моэдэру» — «расцвести»), и, возможно, в поддержке брата-защитника.
Возглас «Моэ!» используется среди любителей аниме при появлении в каком-либо произведении персонажа, воспринимаемого как «моэ». Среди авторов аниме и манги, чьи персонажи могут быть восприняты как «моэ», сложились различные отношения к этому явлению: часть авторов настроена к такому восприятию критически, в то время как другие активно эксплуатируют существующие потребности поклонников «моэ». Слово «моэ» в качестве обозначения жанра аниме и манги, нацеленного на аудиторию любителей «моэ», обычно практически синонимично с жанром бисёдзё, отличаясь большей долей фансервиса.

## Истоки
Происхождение и этимология термина «моэ» неизвестны. Отаку Джон Опплигер нашёл несколько популярных теорий происхождения термина от имени героини (Хотару Томоэ из «Сейлор Мун» или Моэ Сагисавы из Kyouryuu Wakusei). Другие полагают, что термин «моэ» произошёл от японского слова «гореть» (яп. 燃える моэру), используемого фигурально как «гореть от страсти» (то есть безумно влюбиться).
Некоторые[кто?] считают, что термин «моэ» стал популярным после выхода в 1979 году на экраны «Замка Калиостро» Хаяо Миядзаки и появления в нём главной героини Клариссы. Движение росло и приняло современный размер благодаря росту лент с фансервисом на рынке аниме. Такие шоу часто называли «моэ».
Также есть версия, что термин произошёл от имени главной героини серии визуальных новелл от компании Circus под названием D.C.: Da Capo, Моэ Мидзукоси. Девушка представляет собой идеальный образ моэ-персонажа, а её имя пишется тем же иероглифом, что и термин.